# Dante Ongari

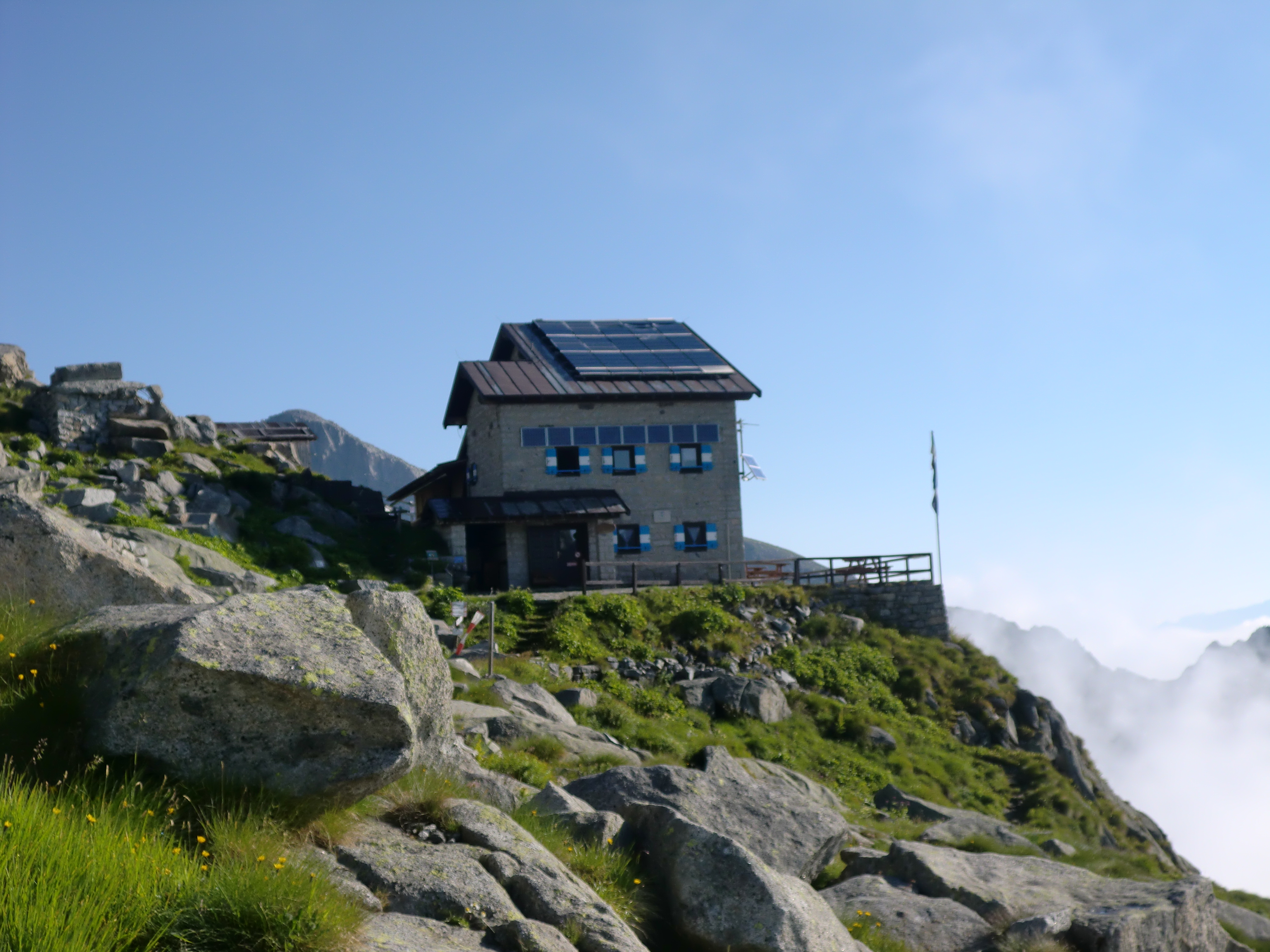
Rifugio Dante Ongari sul Carè Alto

Dante Ongari (Mortaso, 6 ottobre 1906 – Trento, 1º febbraio 1998) è stato uno storico e ingegnere italiano, presidente della Società degli alpinisti tridentini dal 1967 al 1969. A lui è intitolato il rifugio sul Carè Alto.

## Biografia

### Infanzia e formazione
Nato in Val Rendena da Teresa Albertini e Miradio Ongari, maestro delle scuole di Spiazzo, Fisto e Mortaso, delegato della SAT e responsabile del rifugio Carè Alto. 
Nel 1915, quando Dante aveva nove anni, la famiglia Ongari venne deportata a Katzenau, nei pressi di Linz nell’Alta Austria, il luogo dove per quasi due anni furono costrette molte famiglie di trentini sospettati di irredentismo. Tra questi c'erano anche molti insegnanti e la loro presenza gli permise di continuare a studiare. La permanenza della famiglia Ongari a Katzenau durò oltre un anno, quando la morte dell’imperatore Francesco Giuseppe nel 1916 e l’ascesa al potere del principe Carlo d'Asburgo segnarono per molti internati il ritorno in patria. Ongari fu mandato dal cognato Botteri, sergente del II Reggimento dei Kaiserjäger a Enns; tornò a casa soltanto alla fine della guerra e completò gli studi ginnasiali da privatista. In seguito frequentò il Liceo Scientifico a Trento e Merano e conseguì il diploma di maturità. Raggiunta la maggiore età assolse gli obblighi militari nel Corpo degli Alpini a Verona e a Torino. Dante frequentò l'università di ingegneria a Roma, avendo, tra gli altri docenti, anche Enrico Fermi fisico di grande fama. Dopo i primi due anni di studi si trasferì a Torino, città in cui si laureò in ingegneria civile nel 1930. Quattro anni dopo conseguì l’abilitazione al Politecnico di Milano.

### Carriera lavorativa
Fra i primi incarichi importanti figura la direzione dei lavori per la costruzione della linea elettrica a Roma. Viaggiò poi per l’Europa arrivando fino ai monti Carpazi in Ungheria, dove svolse studi di archeologia e tecniche di costruzione dei monasteri. Tornato in Italia nel 1937, incontrò l’ingegnere Bruno Bonfioli, massimo dirigente della Generale Elettrica Cisalpina GEC di Milano, che gli affidò la direzione lavori di una nuova diga in Val d’Avio. Durante i lavori Dante prese l'abitudine di scattare delle fotografie della zona dell'Adamello, che oggi fanno parte del patrimonio dell’Archivio Storico della SAT. 
Nel 1940 venne incaricato del nuovo progetto della SISM (Società Idroelettrica Sarca Molveno) nell'Ufficio Lavori di Ponte Arche. 
Durante la seconda guerra mondiale Ongari fu inviato a combattere sul fronte francese presso il Frejus. Vi rimase poco in quanto, grazie alla sua esperienza nel campo dell'energia elettrica, venne congedato dal servizio e incaricato di sorvegliare gli impianti idroelettrici in Trentino e Lombardia. 
Alla fine della guerra ebbe modo di dedicarsi al progetto SISM, che diresse prima da Vezzano e poi da Trento. Contemporaneamente assunse anche la direzione della diga di Santa Giustina in Val di Non e in seguito ricoprì le stesse funzioni per la diga del Careser e per il serbatoio di Pian Palù. Nel 1957 la Società Edison, lo incaricò di dirigere un progetto per la riparazione dell’impianto di pompaggio della centrale di Reisach, presso Pfreimd nell’Alto Palatinato Bavarese in Germania. Dante visse a Regensburg per il periodo necessario al completamento dei lavori. Nel 1958 si dedicò con impegno a un’importante opera di sbarramento sul fiume Dez, in Persia (attuale Iran), da sfruttare a scopo idroelettrico. 
Al suo ritorno in patria venne eletto Presidente della Società Avisio, ex SIT trentina, e divenne anche procuratore generale della neo nata Società Sarca-Molveno, ex Edison. Nel 1960 Ongari passò alle dirette dipendenze dell’Enel. Si dedicò inoltre al progetto di un impianto sull’Appennino toscano di non facile esecuzione. Negli anni '70 viaggiò a lungo in Nord America, per visitare i cantieri che utilizzavano nuovi sistemi di traforo.

### Gli ultimi anni
Tornato in Italia, per cinque anni operò all’ENEL, diventando direttore del Compartimento delle Tre Venezie. Morì nel 1998, all'età di novantadue anni. Il suo corpo riposa nel cimitero di Spiazzo ai piedi del Carè Alto, nel cuore della Val Rendena.

## Alpinista e uomo di cultura
Appassionato fin da bambino di storia e di natura, nel tempo libero si avventurava in lunghe escursioni, arrampicate e traversate sul ghiaccio. Impegnò parte della sua vita nella costruzione di alcuni rifugi alpini molto conosciuti e si occupò di molteplici aspetti legati alla montagna, quali la glaciologia, la limnologia, la speleologia, la geologia. 
Nominato, come il padre, delegato S.A.T. per il rifugio Carè Alto, fu segretario del gruppo guide di Pinzolo e Madonna di Campiglio e ottenne lui stesso il brevetto di guida alpina. 
Coordinò, per conto della S.A.T., il restauro del Rifugio Carè Alto, oggi a lui dedicato, e si occupò, su incarico dal CAI di Brescia, del rifugio Garibaldi in Val d'Avio. Continuò con il progetto del rifugio Città di Trento al Mandron, in Val di Genova, e con la ricostruzione del rifugio Denza in Val Stavèl nel gruppo della Presanella. Progettò e fece costruire il nuovo rifugio in Val di Fumo, inaugurato nel 1960, nonché il nuovo rifugio Peller in Val di Non, inaugurato nel 1965. Consigliere centrale prima e Presidente dal 1967 al 1969, nel 1970 riceve la nomina a Presidente Onorario della S.A.T. e nel 1972 viene insignito dell'” Aquila d’oro con brillante”, l’onorificenza istituita in occasione del Centenario di fondazione. Autore di numerose pubblicazioni, dedicate in buona parte alla zona dell’Adamello-Presanella, inizia la sua attività editoriale a soli 23 anni. 
Oltre che della SAT, fu socio della Società degli Studi Trentini di Scienze Storiche, socio fondatore del Centro Studi Judicaria e del Museo del Risorgimento e della Lotta per la Libertà di Trento.

## Opere
Dante Ongari scrisse opere riguardo molteplici argomenti; la sua lunga bibliografia comprende scritti che spaziano dalla storia medioevale alla geografia, dalla tecnica di cantiere alla viabilità stradale, dall’alpinismo puro alla cartografia, all’esplorazione speleologica. Alcune fondamentali sono la guida CAI e TCI della Presanella, la descrizione della guerra sui monti di Rendena e dell’Alto Noce, la viabilità del Trentino Occidentale, ma anche il diario di guerra del tenente Felix Hecht von Eleda, di cui si possono trovare più edizioni. 
- Le battaglie del S. Matteo nell’estate del 1918, Viazzi, Luciano - Ongari, Dante - Langes, Gunther. Pejo: Biblioteca comunale cardinal Cristoforo Migazzi(IS), 1988
- Diario di guerra dal Cadria e dallo Stivo / del primo tenente dei Kaiserjäger Felix Wilhelm Hecht von Eleda; note dell’ing. Dante Ongari. Tione di Trento (TN), 2019, Editrice Rendena
- L’esplorazione dell’Adamello. Osservazioni sui laghi glaciali dell’Adamello; L’idrografia anormale della val Presena / Dante Ongari, Tione di Trento (TN): Editrice Rendena, 1993
- La guerra attorno al monte Carè Alto / Dante Ongari, 2. ed. - Vigo Rendena (TN): Società degli alpinisti tridentini. Sezione Carè Alto
- Osservazioni sui laghi glaciali dell’Adamello / Dante Ongari, Trento: TEMI, 1948
- Le prime frese da galleria in U.S.A. / Dante Ongari, Tione di Trento (TN): Editrice Rendena, 1991